# Arquidiocese de Colônia
A Arquidiocese de Colônia (latim: Archidioecesis Coloniensis; alemão: Erzbistum Köln) é uma arquidiocese da Igreja Católica, no oeste da Renânia do Norte-Vestfália e no norte da Renânia-Palatinado na Alemanha.

## História
A Arquidiocese de Colônia remonta a uma primitiva comunidade cristã do Império Romano na cidade. O bispo de Lyon, Irineu menciona em seu livro "Contra os Hereges" (Adversus haereses) os cristãos que viviam na Germânia. Muitas vezes, as comunidades cristãs nas capitais provinciais de Colónia e Mainz foram perseguidas. O primeiro bispo documentado de Colônia foi São Materno em 313. Desde cerca de 795 os bispos de Colônia foram elevados ao título de Arcebispo, pelo Papa Adriano I, a pedido de Carlos Magno. 
Em 953 os Arcebispos de Colônia receberam doações de territórios alemães do Sacro Império Romano, tornando-se o "Eleitorado de Colônia", um dos principais principados eclesiásticos mais importantes do império, com sede em Colônia. Esta cidade tornou-se uma cidade livre em 1288 e seu arcebispo, posteriormente, transferiu sua residência da Catedral de Colônia para Bonn, para evitar conflitos com a Cidade Livre, que estava fora de sua soberania secular.
Depois de 1795, os territórios do Arcebispado, na margem esquerda do Reno foram ocupadas pela França, e foram formalmente anexados em 1801, o Reichsdeputationshauptschluss de 1803 extinguiu também o arcebispado, dando o Ducado de Vestfália ao Landgrave de Hesse-Darmstadt. Colônia, contudo, continuou sendo a sede de um arcebispo católico romano em 1824, e é uma arquidiocese até os dias atuais.

## Finanças
Colônia, é possivelmente a maior e mais rica diocese na Europa, a arquidiocese anunciou em outubro de 2013 que "em conexão com a discussão atual sobre as finanças da Igreja" que seu arcebispo tinha reservas no valor de 166,2 milhões de euros em 2012. Ele disse que os 9,6 milhões de euros ganhos de seus investimentos foram, como nos anos anteriores, adicionados ao orçamento diocesano de 939 milhões de euros em 2012, três quartos dos quais foram financiados pelo "imposto eclesiástico" incidente sobre fiéis.

## Lista de arcebispos de Colônia
| #                        | Nome                                   | Período    | Notas                                |
| Arcebispos               | Arcebispos                             | Arcebispos | Arcebispos                           |
| ------------------------ | -------------------------------------- | ---------- | ------------------------------------ |
| 13°                      | Rainer Maria Cardeal Woelki            | 2014-atual |                                      |
| 12°                      | Joachim Cardeal Meisner                | 1988-2014  |                                      |
| 11º                      | Joseph Cardeal Höffner                 | 1969-1987  |                                      |
| 10º                      | Josef Cardeal Frings                   | 1942-1969  |                                      |
| 9º                       | Karl Joseph Cardeal Schulte †          | 1920-1941  |                                      |
| 8°                       | Felix Cardeal von Hartmann †           | 1912-1919  |                                      |
| 7°                       | Anton Hubert Cardeal Fischer           | 1902-1912  |                                      |
| 6º                       | Hubert Theophil Simar †                | 1899-1902  |                                      |
| 5º                       | Philipp Cardeal Krementz †             | 1885-1899  |                                      |
| 4º                       | Paul Ludolf Cardeal Melchers †         | 1866-1885  | Renunciou                            |
| 3º                       | Johannes Cardeal von Geissel †         | 1845-1864  |                                      |
| 2º                       | Clemens August von Droste-Vischering † | 1835-1845  |                                      |
| 1º                       | Ferdinand August von Spiegel           | 1824-1835  |                                      |
| Arcebispos-coadjutores   |                                        |            |                                      |
|                          | Joseph Höffner                         | 1969       |                                      |
|                          | Johannes von Geissel †                 | 1841-1845  |                                      |
| Bispos auxiliares        |                                        |            |                                      |
|                          | Rolf Steinhäuser                       | 2015–atual |                                      |
|                          | Ansgar Puff                            | 2013–atual |                                      |
|                          | Dominik Schwaderlapp                   | 2012–atual |                                      |
|                          | Heiner Koch                            | 2006-2013  | Nomeado Bispo de Dresden-Meißen      |
|                          | Rainer Maria Woelki                    | 2003–2011  | Nomeado Arcebispo de Berlim          |
|                          | Manfred Melzer                         | 1995–2015  |                                      |
|                          | Friedhelm Hofmann                      | 1992–2004  | Nomeado Bispo de Wurtzburgo          |
|                          | Norbert Trelle                         | 1992–2005  | Nomeado Bispo de Hildesheim          |
|                          | Walter Theodor Jansen                  | 1983-1994  |                                      |
|                          | Klaus Dick                             | 1975–2003  |                                      |
|                          | Josef Plöger                           | 1975-1991  |                                      |
|                          | Peter Nettekoven                       | 1975–1975  |                                      |
|                          | Hubert Luthe                           | 1969–1991  | Nomeado Bispo de Essen               |
|                          | Augustinus Frotz                       | 1962–1983  |                                      |
|                          | Wilhelm Cleven                         | 1950–1983  |                                      |
|                          | Joseph Ferche                          | 1947–1965  |                                      |
|                          | Wilhelm Stockums                       | 1932–1956  |                                      |
|                          | Josef Hammels                          | 1924–1944  |                                      |
|                          | Hermann Joseph Sträter                 | 1922–1931  | Nomeado Bispo-auxiliar de Aquisgrano |
|                          | Josef Stoffels                         | 1922–1923  |                                      |
|                          | Franz Rudolf Bornewasser               | 1921–1922  | Nomeado Bispo de Trier               |
|                          | Peter Joseph Lausberg                  | 1914–1922  |                                      |
|                          | Joseph Müller                          | 1903–1921  |                                      |
|                          | Anton Hubert Fischer                   | 1889–1903  | nomeado arcebispo de Colônia         |
|                          | Hermann Joseph Schmitz                 | 1893-1899  |                                      |
|                          | Johann Anton Friedrich Baudri          | 1849-1893  |                                      |
|                          | Anton Gottfried Claessen               | 1844-1847  |                                      |
|                          | Karl Adalbert von Beyer, O. Præm       | 1826-1842  |                                      |
| Administrador Apostólico |                                        |            |                                      |
|                          | Rolf Steinhäuser                       | 2021-      | Atual                                |
|                          | Pe. Stefan Hesse                       | 2014       |                                      |